# Gonzalo Montenegro
Gonzalo Montenegro (Lobería, Provincia de Buenos Aires; 18 de febrero de 1995) es un piloto de automovilismo argentino. Iniciado en el kart, inició su carrera deportiva en la categoría Top Race Series, para luego tener un paso fugaz por los monoplazas en la categoría Fórmula Metropolitana. Compitió también en la divisional TC Pista Mouras de la Asociación Corredores de Turismo Carretera, en donde alcanzó el subcampeonato en el año 2012. Continuó su carrera compitiendo en TC Mouras y en la divisional Top Race V6, donde identificó a los coches con los que compitió, con el número 95.

## Biografía
Nacido en la ciudad de Lobería, reconocida por haber sido representada a nivel nacional por pilotos como Oscar Roberto Castellano y Mariano Alberto Altuna, Montenegro inició su carrera deportiva en el año 2009, compitiendo en la categoría 125 cc. Juniors de karting, culminando su participación en el campeonato Bonaerense de la especialidad en el 8º lugar.
Tras su paso por el mundo del kart, le llegaría su primera oportunidad de competir en el automovilismo de velocidad, al subirse a un monoplaza de la Fórmula Renault Metropolitana, al competir en dos competencias del calendario 2011 sobre un chasis Crespi del equipo Ré Competición. Sus presentaciones se concretarían en las fechas 7ª y 8ª. Tras su fugaz paso por esta categoría, Montenegro debutaría con automóviles de turismo en la divisional Top Race Series, al competir en cinco competencias del campeonato 2011, al comando de un Ford Mondeo II del equipo ABH Sport.
Tras estas cortas experiencias, llegaría su primera temporada completa en una categoría, al debutar en el año 2012 en la divisional TC Pista Mouras de la Asociación Corredores de Turismo Carretera, al comando de una unidad Chevrolet Chevy del equipo D Racing y contando con la colaboración del piloto Matías Rodríguez en la atención de su unidad. A pesar de haber debutado en la cuarta fecha y no haber podido cumplir el piso mínimo de competencias para aspirar a competir por la corona, Montenegro exhibiría a lo largo de las 11 fechas que disputó un gran potencial, llevándose 3 victorias que le terminarían significando la obtención del subcampeonato de la temporada, por detrás del eventual monarca Augusto Carinelli. A la par de su incursión en el TC Pista Mouras, Montenegro recibiría una invitación para competir nuevamente en el Top Race, haciendo su debut en la remozada divisional Series V6, al comando de un Ford Mondeo III del equipo Schick Racing. Su participación en esta categoría, solamente duraría tres competencias sin resultados de relevancia.
La obtención del subcampeonato del TC Pista Mouras en el año 2012 le valió a Montenegro el ascenso para el año 2013 al TC Mouras, categoría donde debutó al comando de un Chevrolet Chevy, alcanzando la victoria en su segunda participación. Sin embargo, solamente alcanzaría a desarrollar 5 competencias, abandonando la categoría tras las mismas. Su carrera continuaría nuevamente en el Top race, debutando en esta oportunidad en el TRV6, categoría en la que volvería a competir junto al Schick Racing al comando de un Ford Mondeo III.
En el año 2014 centraría sus esfuerzos en competir dentro del Top Race V6, arrancando el año dentro del Schick Racing, pero dejando la estructura tras la segunda fecha y alejándose de la categoría momentáneamente. Tras ese breve retiro, volvió a competir en la quinta fecha al comando de un Mercedes-Benz C-204 del equipo Midas Racing Team, con el que compitió hasta finalizar el año en la 21ª ubicación.

## Trayectoria
| Año    | Categorías            | Equipos               | Automóviles          | Carreras | Victorias | Podios | Poles | VR    | Puntos | Pos.  |
| ------ | --------------------- | --------------------- | -------------------- | -------- | --------- | ------ | ----- | ----- | ------ | ----- |
| 2011   | Fórmula Metropolitana | Ré Competición        | Crespi-Renault       | 2        | 0         | 0      | 0     | 0     | 2.00   | 27.º  |
| 2011   | TR Series (ex-Junior) | ABH Sport             | Ford Mondeo II       | 5        | 0         | 0      | 0     | 0     | 12.00  | 23.º  |
| 2012   | TC Pista Mouras       | D Racing              | Chevrolet Chevy      | 11       | 3         | 5      | 3     | 2     | 128.00 | 2.º   |
| 2012   | Top Race Series       | Schick Racing         | Ford Mondeo III      | 3        | 0         | 0      | 0     | 0     | 12.00  | 29.º  |
| 2013   | TC Mouras             | D Racing              | Chevrolet Chevy      | 5        | 1         | 1      | 0     | 0     | 180.50 | 18.º  |
| 2013   | TC Mouras             | Laboritto Jrs. Racing | Ford Falcon          | 1        | 0         | 0      | 0     | 0     | 180.50 | 18.º  |
| 2013   | Top Race V6           | Schick Racing         | Ford Mondeo III      | 3        | 0         | 0      | 0     | 0     | 0.00   | 22.º  |
| 2014   | Top Race V6           | Schick Racing         | Ford Mondeo III      | 2        | 0         | 0      | 0     | 0     | 43.00  | 21.º  |
| 2014   | Top Race V6           | Midas Carrera Team    | Mercedes-Benz C W204 | 7        | 0         | 0      | 0     | 0     | 43.00  | 21.º  |
| 2020   | Top Race V6           | Baldo Competición     | Ford Mondeo III      | 5        | 0         | 0      | 0     | 0     | 18.00  | 14.º  |
| 2021   | Top Race V6           | LFB Racing Team       | Mercedes-Benz C W204 | 2        | 0         | 0      | 0     | 0     | 1.00   | PD    |
| 2021   | TC Mouras             | D Racing              | Chevrolet Chevy      | 2        | 0         | 0      | 0     | 0     |        |       |
| 2021   | TC Mouras             | Forte Sport           | Ford Falcon          | 1        | 0         | 0      | 0     | 0     |        |       |
| 2021   | TC Mouras             | Impiombato Motorsport | Chevrolet Chevy      | 3        | 0         | 0      | 0     | 0     |        |       |
| 2021   | TC Mouras             | JP Carrera            | Chevrolet Chevy      | 3        | 0         | 0      | 0     | 0     |        |       |
| Fuente | [ 8 ]                 | [ 8 ]                 | [ 8 ]                | [ 8 ]    | [ 8 ]     | [ 8 ]  | [ 8 ] | [ 8 ] | [ 8 ]  | [ 8 ] |

## Resultados

### Trayectoria en Top Race
| Temporada | Categoría            | Vehículo            | Equipo            | Posición final  |
| --------- | -------------------- | ------------------- | ----------------- | --------------- |
| 2011      | Top Race Series      | Ford Mondeo II      | ABH Sport         | 23º (12 puntos) |
| 2012      | Top Race Series (V6) | Ford Mondeo III     | Schick Racing     | 29º (12 puntos) |
| 2013      | Top Race V6          | Ford Mondeo III     | Schick Racing     | 22º (0 puntos)  |
| 2014      | Top Race V6          | Ford Mondeo III     | Schick Racing     | 21º (43 puntos) |
| 2014      | Top Race V6          | Mercedes-Benz C-204 | Midas Racing Team | 21º (43 puntos) |
| 2020      | Top Race V6          | Ford Mondeo III     | Baldo Competición | 14º (18 puntos) |

### Resultados completos TC Pista Mouras
| Año      | Año             | Fechas | Fechas | Fechas | Fechas | Fechas | Fechas | Fechas | Fechas | Fechas | Fechas | Fechas | Fechas | Fechas | Fechas | Posición final     |
| Equipo   | Automóvil       | Fechas | Fechas | Fechas | Fechas | Fechas | Fechas | Fechas | Fechas | Fechas | Fechas | Fechas | Fechas | Fechas | Fechas | Posición final     |
| 2012     | 2012            | 01     | 02     | 03     | 04     | 05     | 06     | 07     | 08     | 09     | 10     | 11     | 12     | 13     | 14     | Posición final     |
| -------- | --------------- | ------ | ------ | ------ | ------ | ------ | ------ | ------ | ------ | ------ | ------ | ------ | ------ | ------ | ------ | ------------------ |
| D Racing | Chevrolet Chevy | NP     | NP     | NP     | 4º     | 18     | 24     | 2º     | 1º     | 16     | 8º     | 1º     | 2º     | 1º     | NL     | 2º (128.00 puntos) |

### Resultados completos TC Mouras
| Año                   | Año             | Fechas | Fechas | Fechas | Fechas | Fechas | Fechas | Fechas | Fechas | Fechas | Fechas | Fechas | Fechas | Fechas | Fechas | Fechas | Fechas | Posición final     |
| Equipo                | Automóvil       | Fechas | Fechas | Fechas | Fechas | Fechas | Fechas | Fechas | Fechas | Fechas | Fechas | Fechas | Fechas | Fechas | Fechas | Fechas | Fechas | Posición final     |
| --------------------- | --------------- | ------ | ------ | ------ | ------ | ------ | ------ | ------ | ------ | ------ | ------ | ------ | ------ | ------ | ------ | ------ | ------ | ------------------ |
| 2013                  | 2013            | 01     | 02     | 03     | 04     | 05     | 06     | 07     | 08     | 09     | 10     | 11     | 12     | 13     | 14     |        |        | 18 (180.50 puntos) |
| D Racing              | Chevrolet Chevy | 22     | 1º     | SV     | 19     | 15     | NP     | NP     | NP     | NP     | NP     | NP     | NP     | NP     | NP     |        |        | 18 (180.50 puntos) |
| Laboritto Jrs. Racing | Ford Falcon     | NP     | NP     | NP     | NP     | NP     | NP     | 12     | NP     | NP     | NP     | NP     | NP     | NP     | NP     |        |        | 18 (180.50 puntos) |
|                       |                 |        |        |        |        |        |        |        |        |        |        |        |        |        |        |        |        |                    |
| 2021                  | 2021            | 01     | 02     | 03     | 04     | 05     | 06     | 07     | 08     | 09     | 10     | 11     | 12     | 13     | 14     | 15     | 16     | En disputa         |
| D Racing              | Chevrolet Chevy | NL     | 19     |        |        |        |        |        |        |        |        |        |        |        |        |        |        | En disputa         |
| Forte Sport           | Ford Falcon     |        |        | 25     |        |        |        |        |        |        |        |        |        |        |        |        |        | En disputa         |
| Impiombato Motorsport | Chevrolet Chevy |        |        |        |        |        | 26     |        | 22     |        |        |        |        |        |        |        |        | En disputa         |
| JP Carrera            | Chevrolet Chevy |        |        |        |        |        |        |        |        |        | NL     | 23     |        |        | 8º     |        |        | En disputa         |

## Palmarés
| Título     | Categoría       | Automóvil       | Año  |
| ---------- | --------------- | --------------- | ---- |
| Subcampeón | TC Pista Mouras | Chevrolet Chevy | 2012 |